# NN-220
La carretera NN-220 es una vía departamental secundaria que se ubica en el departamento de Rivas, en el suroeste de Nicaragua. Tiene una longitud de 6.4 kilómetros y conecta la NIC-62 desde la Ciudad de Rivas hasta la comunidad de Santa Rosa, facilitando el tránsito local y el acceso a zonas rurales. Fue inaugurada en el año 2013 como parte de los esfuerzos de mejora de la red vial en la región.

## Trazado y cruces
La siguiente tabla muestra las principales localidades y conexiones por donde transita la NN-220:
| km  | Localidad       | Departamento | Conexión / Ruta |
| --- | --------------- | ------------ | --------------- |
| 0.0 | Ciudad de Rivas | Rivas        | NIC 62          |
| 3.1 | Sector La Bolsa | Rivas        |                 |
| 6.4 | Santa Rosa      | Rivas        | NIC 62          |

## Coordenadas
Uno de los tramos de la NN-220 puede ser encontrado en las coordenadas: 11°26′24″N 85°49′20″O / 11.4401, -85.8223